# Colônia Municipal
Colônia Municipal é um dos quatorze distritos rurais do município brasileiro de Santo Ângelo, no Rio Grande do Sul. É o distrito situado mais à oeste do território do município.
Faz divisa com os distritos de União e Ressaca da Buriti e com os municípios de Guarani das Missões e Vitória das Missões. O distrito possui 590 habitantes, de acordo com o censo de 2010.